# Copa del Mundo de Biatlón 2017-18 - Fecha 1
La primera fecha de la temporada 2017-18 de la IBU Cup de biatlón se celebra entre el 22 de noviembre y el 26 de noviembre de 2017 en el municipio de Sjusjoen, Noruega. La competición es organizado por la Unión Internacional de Biatlón.

## Calendario
| M | Masculino | F | Femenino | MIX | Mixto |

| Noviembre de 2017       | 23 Jue | 24 Vie | 25 Sáb | 26 Dom |
| ----------------------- | ------ | ------ | ------ | ------ |
| Velocidad               | F      |        | F      |        |
| Velocidad               | M      |        | M      |        |
| Relevo Mixto individual |        |        |        | MIX    |
| Relevo Mixto 2x6+2x7.5  |        |        |        | MIX    |

## Resultados

### Masculino
| Evento                       | Oro                              | Plata                                 | Bronce                            |
| ---------------------------- | -------------------------------- | ------------------------------------- | --------------------------------- |
| 10 km velocidad (23.11.2017) | Emilien Jaquelin Francia 25:26,1 | Johannes Kuehn · Alemania · +00:05,7  | Alexey Slepov · Rusia · +00:08,1  |
| 10 km velocidad (25.11.2017) | Tarjei Boe · Noruega · 23:00,1   | Fredrik Gjesbakk · Noruega · +00:23,7 | Eduard Latypov · Rusia · +00:31,2 |

### Femenino
| Evento                        | Oro                                  | Plata                                     | Bronce                               |
| ----------------------------- | ------------------------------------ | ----------------------------------------- | ------------------------------------ |
| 7,5 km velocidad (23.11.2017) | Uliana Kaisheva · Rusia · 21:49,8    | Thekla Brun-Lie · Noruega · +00:41,9      | Olga Iakushova · Rusia · +1:18,8     |
| 7,5 km velocidad (25.11.2017) | Denise Herrmann · Alemania · 20:43,9 | Katharina Innerhofer · Austria · +00:04,0 | Thekla Brun-Lie · Noruega · +00:09,8 |

### Mixto
| Evento                                     | Oro                                          | Plata                                                    | Bronce                                                   |
| ------------------------------------------ | -------------------------------------------- | -------------------------------------------------------- | -------------------------------------------------------- |
| Relevos Individual (26.11.2017)            | Francia Julia Simon Antonin Guignnat 37:33,1 | Suecia · Elisabeth Hoegberg · Tobias Arwidson · +00:36,7 | Austria · Katharina Innerhofer · David Komatz · +00:57.7 |
| Relevos 2 x 6 km + 2 x 7,5 km (26.11.2017) |                                              |                                                          |                                                          |